# Maurice V. Wilkes
 Der er for få eller ingen kildehenvisninger i denne artikel, hvilket er et problem. Du kan hjælpe ved at angive troværdige kilder til de påstande, som fremføres i artiklen.

Sir Maurice Vincent Wilkes  (født 26. juni 1913, død 29. november 2010) var en britisk datalog.